# Ащиколь (Акжарський район)
Ащико́ль (каз. Ащыкөл) — село у складі Акжарського району Північноказахстанської області Казахстану. Входить до складу Акжаркинського сільського округу, раніше було центром ліквідованої Ащикольської сільської ради.
Населення — 321 особа (2021; 586 у 2009, 871 у 1999, 1340 у 1989).
Національний склад станом на 1989 рік:
- казахи — 53 %.